# Cerkiew św. Paraskewy w Daliowej
Cerkiew św. Paraskewy w Daliowej – drewniana cerkiew greckokatolicka z 1933. 

## Historia
Wzniesiona w 1933 cerkiew znajduje się na miejscu wcześniejszej świątyni greckokatolickiej, która spłonęła dwa lata wcześniej. Po Akcji „Wisła” została przejęta przez miejscowy PGR i zamieniona na magazyn. Po 1989, dzięki pomocy finansowej Łemków z Ameryki, przeszła gruntowny remont i w 1995 została ponownie poświęcona. Nabożeństwa odbywają się w niej jednak tylko w wybrane święta. 

## Architektura

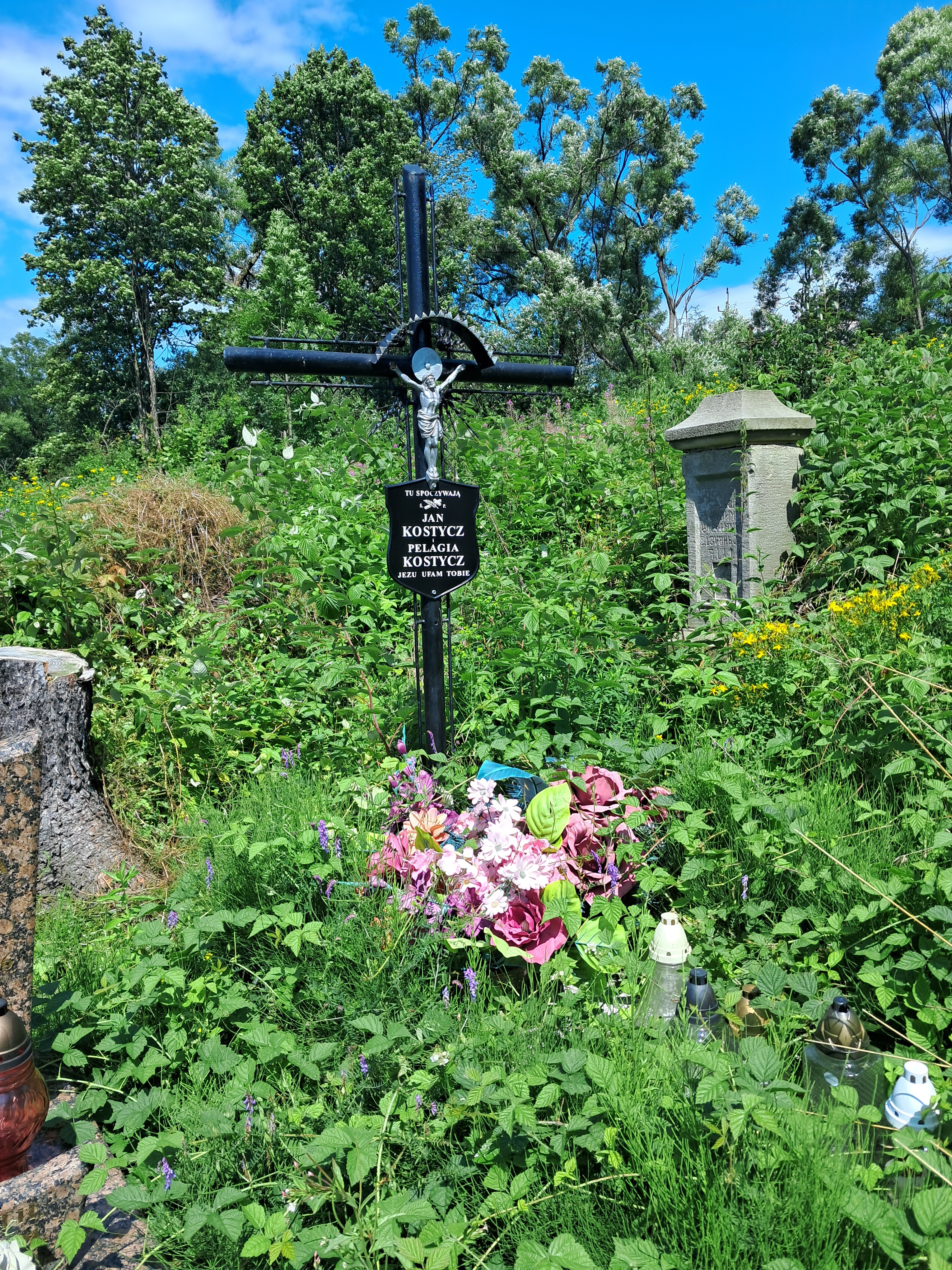
Grób Jana i Pelagii Kostyczów

Cerkiew reprezentuje ukraiński styl narodowy, została wzniesiona na planie krzyża, z pojedynczą kopułą nad skrzyżowaniem naw i dachami dwuspadowymi ponad ramionami krzyża. Jest orientowana, całą bryłę otacza daszek okapowy. Wyposażenie cerkwi zachowało się jedynie fragmentarycznie. Pierwotnie znajdujące się w niej ikony znajdują się obecnie w Muzeum Narodowym we Lwowie imienia Andrzeja Szeptyckiego.

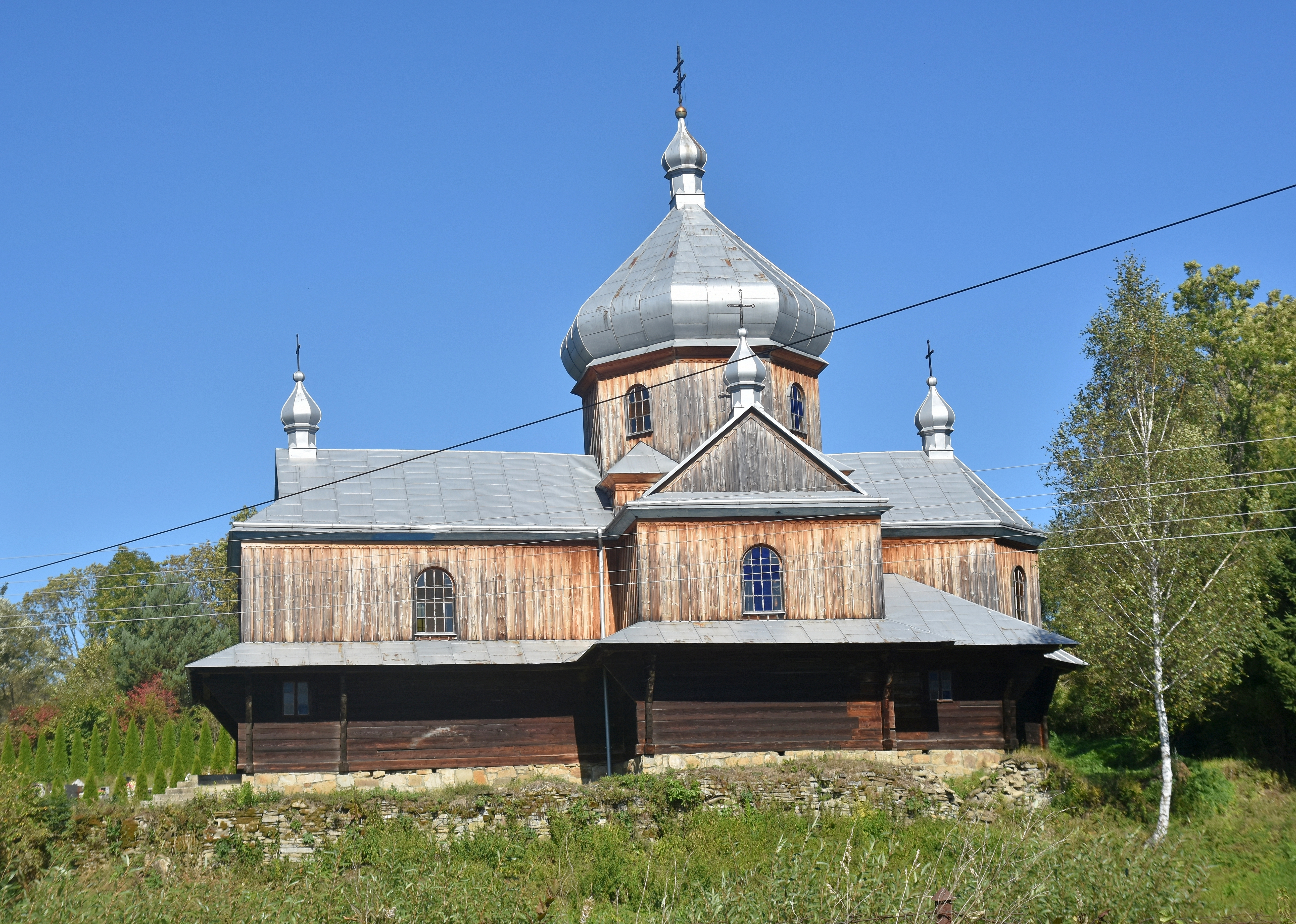
Widok od południa
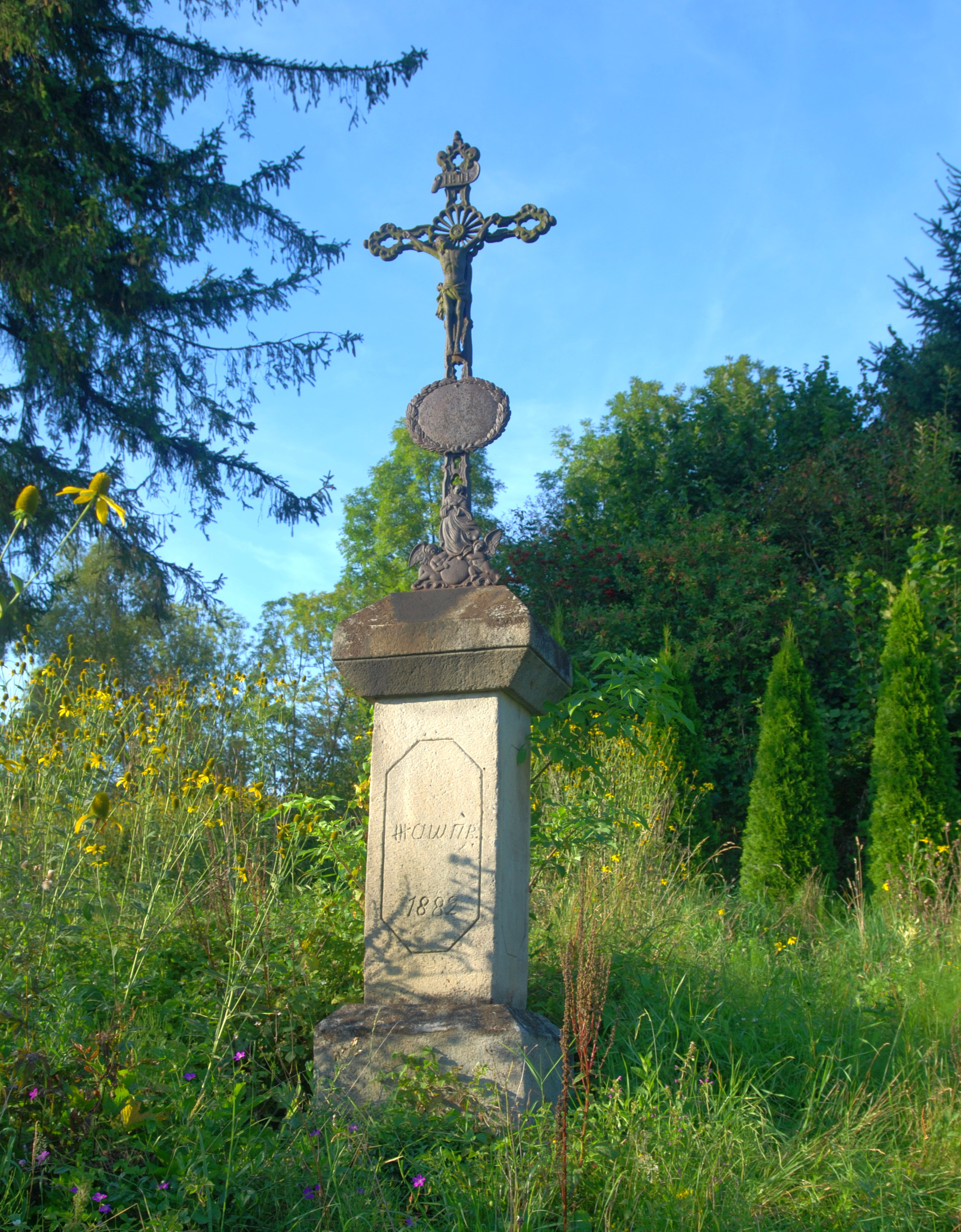
Otoczenie
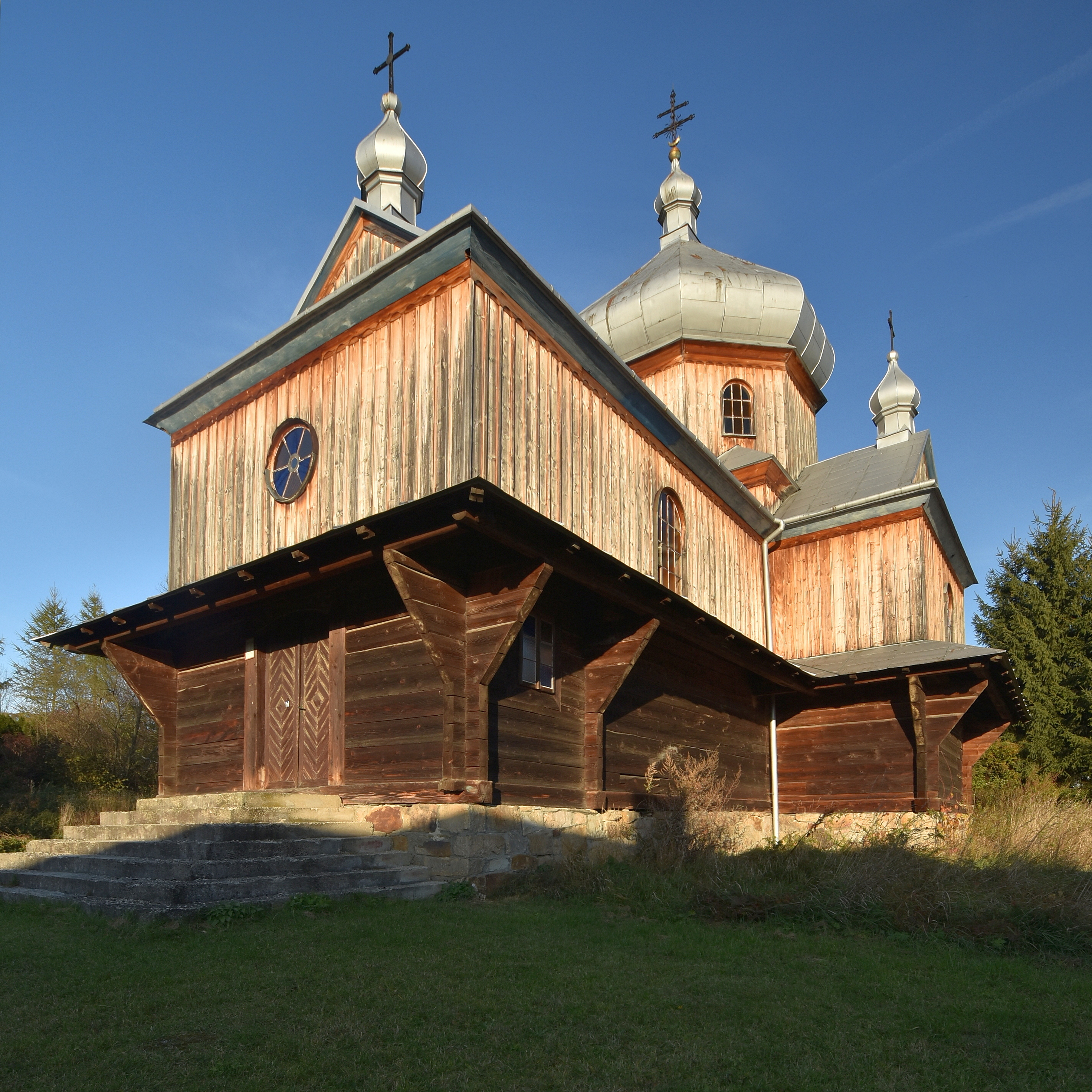
Elewacja frontowa
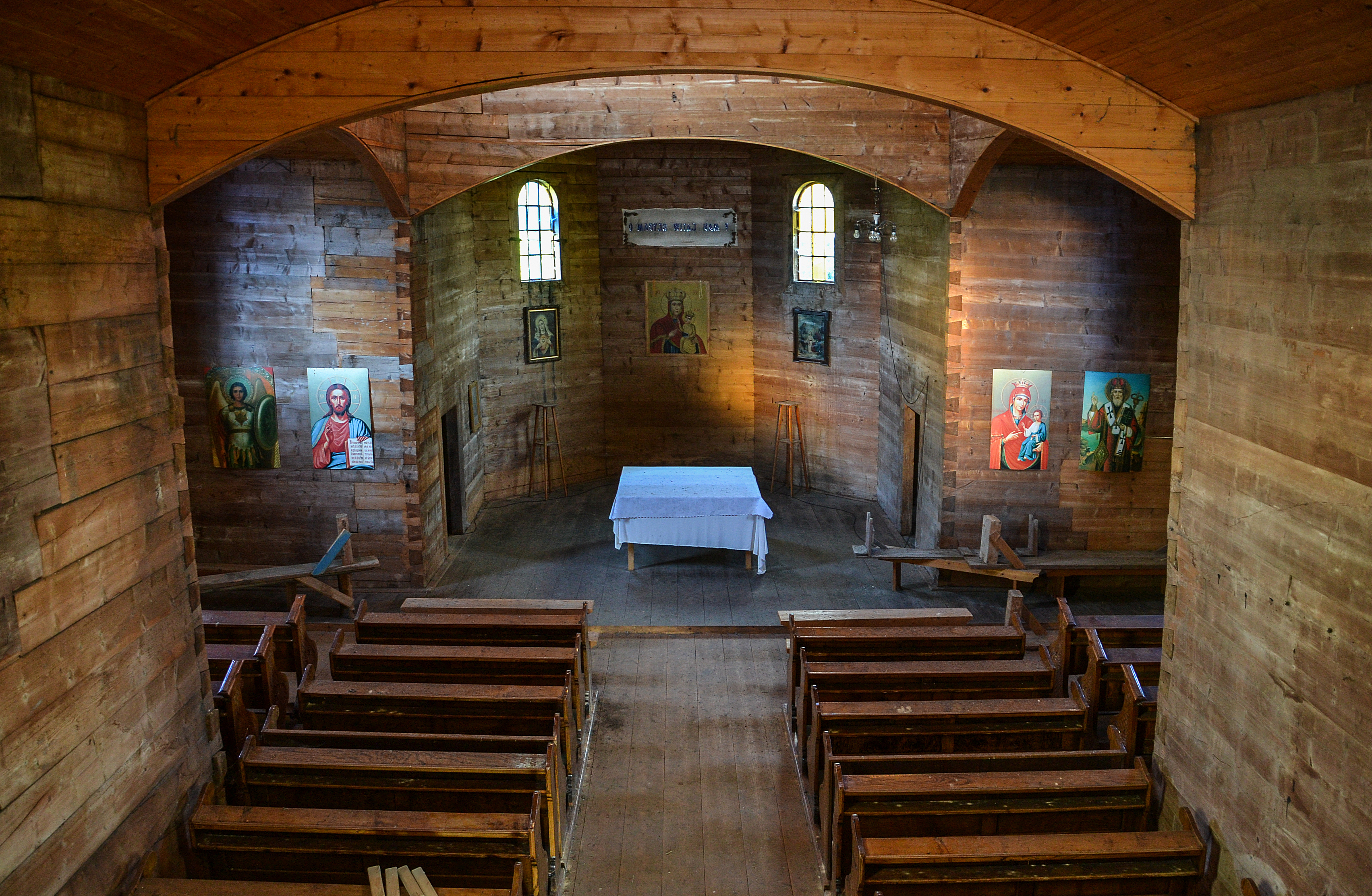
Wnętrze
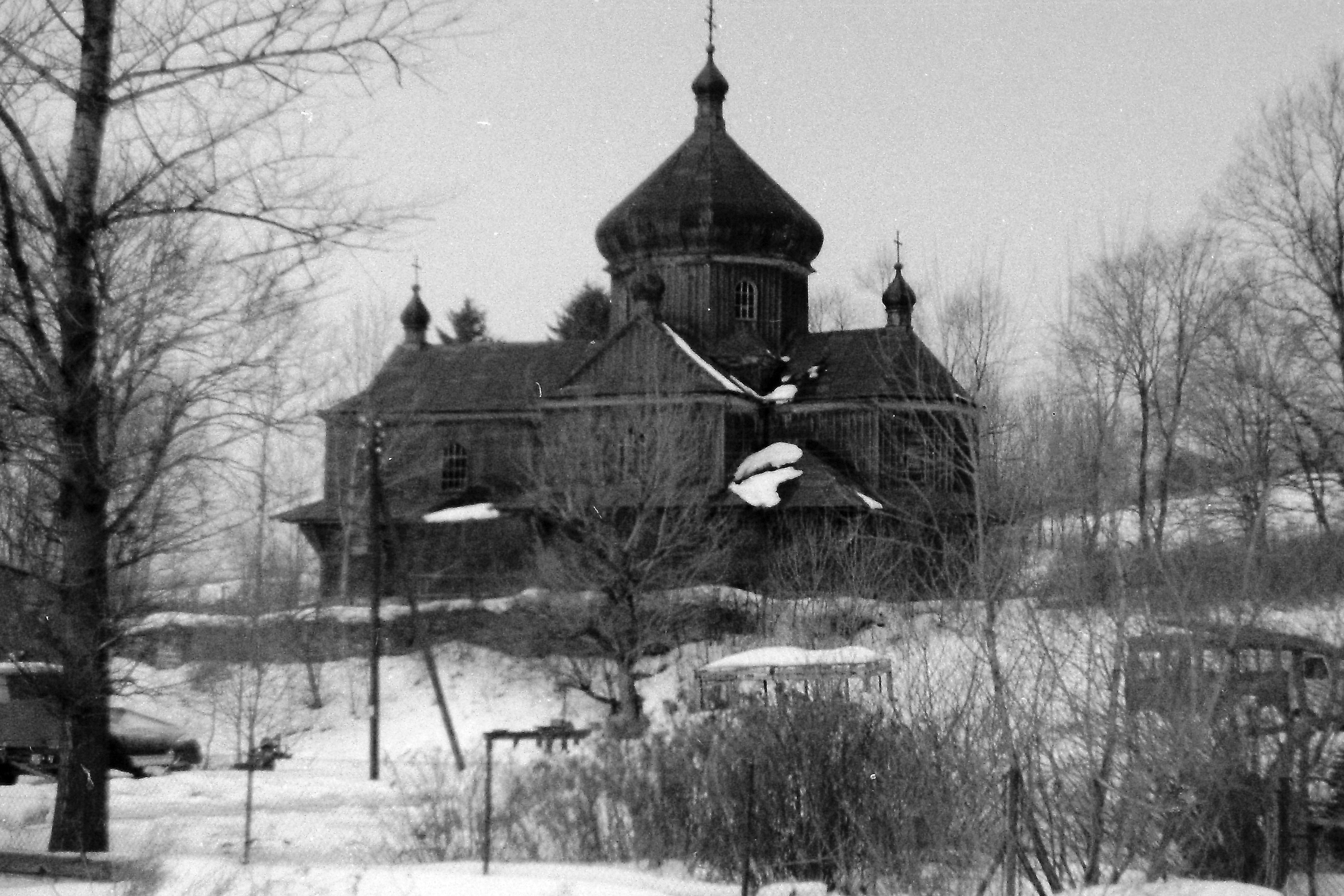
Stan 09.02.1989